# Cantone di Lavaur Cocagne
Il Cantone di Lavaur Cocagne è una divisione amministrativa dell'Arrondissement di Castres.
È stato istituito a seguito della riforma dei cantoni del 2014, che è entrata in vigore con le elezioni dipartimentali del 2015.

## Composizione
Comprende i comuni di:
- Aguts
- Algans
- Bannières
- Belcastel
- Cambon-lès-Lavaur
- Cuq-Toulza
- Labastide-Saint-Georges
- Lacougotte-Cadoul
- Lacroisille
- Lavaur
- Marzens
- Massac-Séran
- Maurens-Scopont
- Montcabrier
- Montgey
- Mouzens
- Péchaudier
- Puéchoursi
- Roquevidal
- Teulat
- Veilhes
- Villeneuve-lès-Lavaur
- Viviers-lès-Lavaur